# Ardisia woodsonii
Ardisia woodsonii är en viveväxtart som beskrevs av Cyrus Longworth Lundell. Ardisia woodsonii ingår i släktet Ardisia och familjen viveväxter. Inga underarter finns listade i Catalogue of Life.